# Балаган
Балага́н (перс. بالاخانه, балахане — «верхня кімната», «балкон») — назва тимчасової легкої будівлі для торгівлі, зазвичай на ярмарку. Також балаганом називали тимчасове дерев'яне приміщення для театральних та циркових вистав на ярмарку або народному гулянні. У 18 столітті в Російській імперії і в Україні в програму балаганових вистав входили народні драми і сатиричні сцени. В 19 столітті балаганні видовища втрачають соціальну загостреність, залишаючись місцем розваг переважно міщанства.
У переносному сенсі «балаганом» зовуть грубуваті дії, явища, подібні до балаганної вистави.
На західному Кавказі балаган — будівля в горах (зазвичай дерев'яна), пристосована для ночівок або перечікування негоди мисливцями, геологами та туристами.